# Turski gambit (2005.)
Turski gambit (rus. Туре́цкий гамби́т) ruski je film iz 2005., ekranizacija istoimene knjige Borisa Akunjina koja govori o tijeku Rusko-turskog rata i sudjelovanju u njemu glavnog junaka Erasta Fandorina.

## Radnja
Naslovni savjetnik Erast Fandorin, koji sudjeluje u ratnim operacijama kao srpski volonter, pada u tursko zarobljeništvo. Za vrijeme popravka mosta Fandorinov parnjak Lestvickij baca se na kočiju u kojoj se nalazi važna osoba te ga ustrijele. Fandorin se skriva pod kočijom te tako dolazi do Vidina, gdje se mjesni gubernator sastaje s važnim gostom – Enverom-efendijom, koji je doputovao s važnim zadatkom iz Istanbula. Fandorin se uvuče u gubernatorski dom, ali ne uspijeva vidjeli Enverovo lice.
S mukom se probijajući prema svojima, Fandorin sreće gradsku djevojku Varvaru Suvorovu koja putuje zaručniku, stožernom šifrantu Jablokovu. Na putu junaci zamalo postanu žrtve bašibozluka, no spašava ih kozačka izvidnica pod zapovjedništvom generala Soboljeva. Banditi odlaze, ostavivši za sobom zarobljenog časnika Jeremeja Perepjolkina. Fandorin govori Soboljevu da je potrebno odmah zauzeti Pleven, jer tamo ide odred Osman-paše. Međutim, general mu ne vjeruje i šalje ga u posebni odjel radi ispitivanja.
Žandari već znaju da se u ruski logor uputio Enver-efendija s tajnim zadatkom. Fandorinov načelnik, general Mizinov, naređuje generalu Nikolaju Krideneru da zauzme Pleven. Novinar McLaughlin prekida večerinku u klubu senzacionalnom viješću: Kridener je zauzeo bugarski grad Nikopol (u kojem se doista dogodila bitka 1877.). Žandari odmah uhićuju Jablokova zato što je upravo on prenio pogrešnu naredbu. Za to vrijeme je Osman-paša zauzeo pusti Pleven, te se situacija na bojišnici jako zakomplicira. Fandorin i Varja započinju istragu. Savjetnik doznaje da je netko izmamio Jablokova iz šatora i zamijenio u šifriranom brzojavu riječ "Pleven" s "Nikopol". Ruska vojska opkoljuje gradić.
Započinje juriš na Pleven. Kostromski puk u pokretu pada u topničku zasjedu. Fandorin sumnja u izdaju rumunjskog pukovnika Lukana koji je kratko vrijeme prije toga izgubio partiju karata, a zatim se počeo razbacivati novcem. Junaci putuju u Bukurešt da se rastresu od briga, Lukan pokušava zavesti Varju, a novinar D'Hevrais i kapetan Zurov ga izazivaju na dvoboj. Međutim, sam Lukan izaziva kapetana Perepjolkina koji se ne razumije u oružje, ali koji ga uspije ustrijeliti.
Rusi započinju zajednički juriš na Pleven. Kapetan Zurov dolazi s viješću od Soboljeva: njegova vojska je uspjela prodrijeti u Pleven. Zurov odlazi u glavni stožer po pojačanje, no ujutro ga pronalaze mrtvog, a juriš ne uspijeva. Mizinov je uvjeren da ga je ubio žandar Kazanzaki koji je nakon toga počinio samoubojstvo. Varja slučajno nalazi u grmlju čuturu koju mu želi pokazati, ali ju rani nepoznati snajperist.
Nakon izlaska iz bolnice Varja susreće McLaughlina koji izjavljuje da će generalu Koneckom doći pregovarači Osman-paše s prijedlogom da se predaju. Fandorinu je to sumnjivo; stožer Konjeckog se nalazi kraj Južne ceste, a obrana je tamo slaba. Uvjeren je da će se Turci pokušati probiti, te šalje Varju Soboljevu, a sam se žuri Koneckom. Uspijeva spriječiti diverziju "pregovarača", a pukovnik Ismail-beg ne uspijeva istisnuti Koneckog sa stožerom i dati signal odredu. Osman-paša kapitulira, car šalje Fandorina u London, a svi su uvjereni da je Enver-efendija zapravo McLaughlin.
Ruska vojska oslobađa Bugarsku i prilazi Istanbulu. Odred Soboljeva na vlaku turskog poslanstva dolazi u gradić San Stefano. Fandorin izjavljuje da je Soboljev upao u stupicu: engleski eskadron u Bosporu otvorit će vatru i Engleska će ući u rat na strani Turske ako ijedan ruski vojnik uđe u Istanbul. Fandorin raskrinkava Envera-efendiju - to je kapetan Perepjolkin. On ga dobiva na blef: nitko osim njega nije vidio da je prilikom susreta s vidinskim gubernatorom fotograf stigao napraviti snimak, koji je gubernator sačuvao. Perepjolkin uzima Varju kao taoca i zatvara se s njom u skladište. U grad ulazi puk sultanske garde, te počinje borba. Fandorin skače kroz prozor i uz Varjinu pomoć pobjeđuje u dvoboju s Perepjolkinom. Nakon sklapanja mira odlazi u Japan, prekinuvši vezu s Varjom.

## Uloge
- Jegor Berojev - Erast Fandorin
- Olga Kras'ko - Varvara Suvorova
- Aleksandr Balujev - general Mihail Soboljev
- Aleksandr Lykov - kapetan Perepjolkin / Enver-efendija
- Dmitrij Pevcov - grof Zurov
- Didier Bienaimé - novinar Charles D'Hevrais
- Viktor Veržbickij - rumunjski pukovnik Lukan
- Daniel' Oljbryhskij - novinar Sheamus McLaughlin
- Goša Kucenko - turski pukovnik Ismail-beg
- Vladimir Iljin - general Mizinov
- Aleksej Gus'kov - potpukovnik Kazanzaki
- Aleksandr Oleško - šifrant Pjotr Jablokov
- Marat Bašarov - Mitja Gridnev
- Jevgenij Lazarev - car Aleksandar II.
- Andrej Krasko - podčasnik
- Anatolij Kuznecov -general Koneckij
- Andrej Rudenskij - Lestvickij
- Sergej Gazarov - vidinski gubernator
- Stanislav Dužnikov - bifedžija
- Leonid Kuravljov - major
- Viktor Byčkov - Horunžij
- Valdis Peljš - Dančenko

## Nagrade
- 2005. – nagrada Zlatni orao za najbolju scenografiju (Vladimir Svetozarov),
- 2005. – nagrada Zlatni orao za najbolju kostimografiju (Sergej Stručev),
- 2005. – nagrada Zlatni orao za najbolju montažu (Enzo Meniconi),
- 2005. – nagrada Zlatni ovan za najbolju scenografiju (Vladimir Svetozarov),
- 2006. – nagrada kanala MTV-Rossija za najbolju glazbu (sastav Nogu svelo!).

## Glazbeni zapis filma
- pjesma Idjom na Vostok (glazba i riječi Maksima Pokrovskog, izvodi grupa Nogu svelo!),
- Doždik osennij (glazba Isaka Švarca, riječi Bulata Okudžave, izvodi Olga Kras'ko); pjesma se također pojavljuje u filmu Kapitan Frakass iz 1984.[2] i u seriji S novym sčastjem! 1999.,
- pjesma Ederlezi (aranžman Gorana Bregovića).